# Thanheim (Bisingen)
Thanheim ist ein Ortsteil der Gemeinde Bisingen im Zollernalbkreis in Baden-Württemberg (Deutschland).

## Geographie
Thanheim liegt unmittelbar unterhalb des Albtraufs. Durch das Dorf fließt der Klingenbach.

## Geschichte
Thanheim wurde um 500 n. Chr. von den Franken gegründet.
Am 1. Januar 1974 wurde Thanheim nach Bisingen eingemeindet.

## Politik
Thanheim besitzt einen neunköpfigen Ortschaftsrat, Ortsvorsteher ist Rudolf Buckenmaier. Der Ortschaftsrat setzt sich aus der Bürgerliste Thanheim und der Freien Liste Thanheim zusammen und wurde zuletzt am 7. Juni 2009 gewählt.

## Kultur und Sehenswürdigkeiten

### Bauwerke

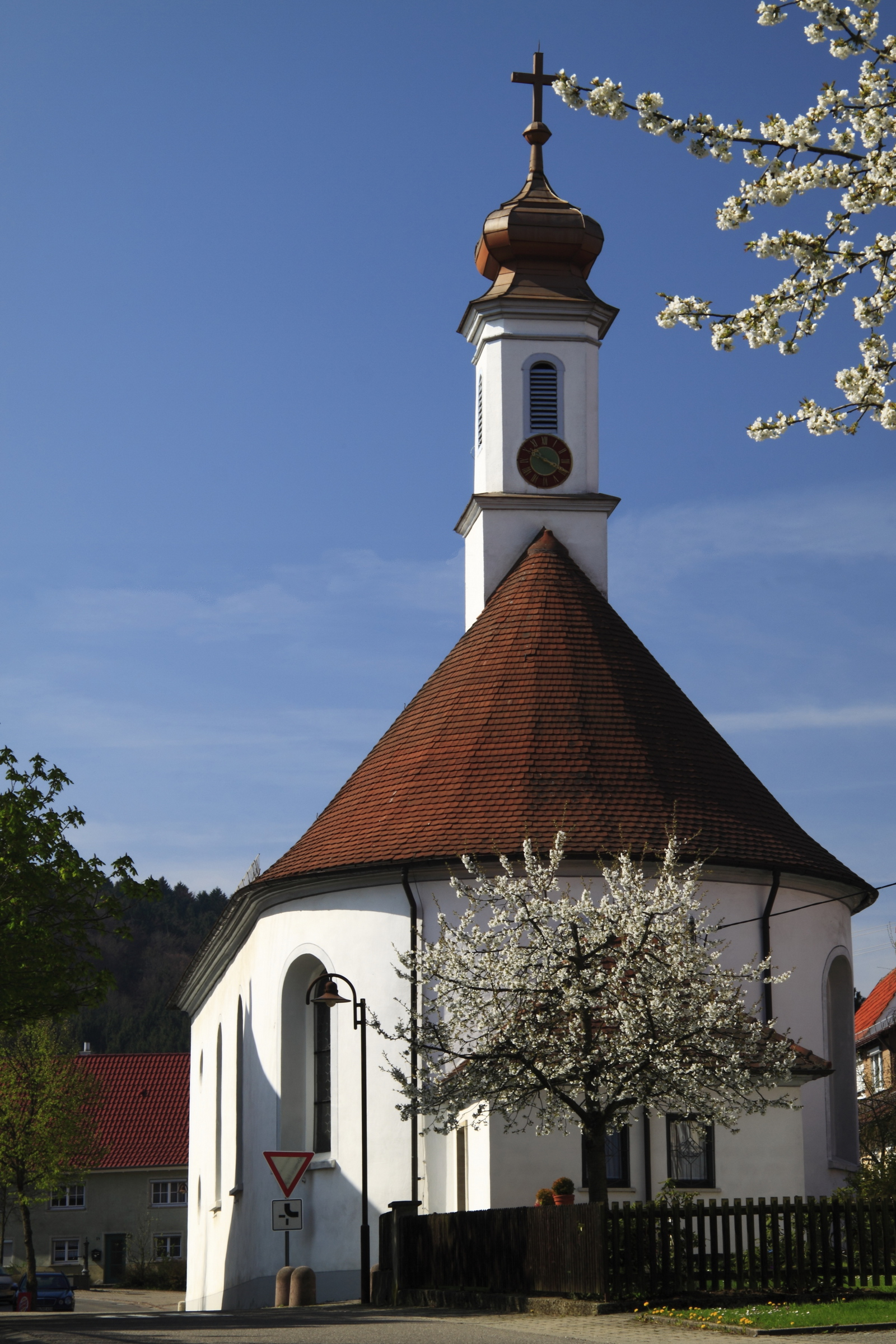
St.-Ulrich-Kirche

Sehenswert ist die katholische Kirche St. Ulrich. Die im Jahre 1790 erbaute Kirche ist der Nachfolgebau der im Jahr zuvor abgerissenen Heilig-Kreuz-Kirche. Letzte Renovierung war 1990, zur Feier des 200-jährigen Jubiläums. Der eher schlichte Bau fügt sich malerisch in die Dorfmitte ein.

### Sport
Fußballclub 1912 Thanheim e. V.: gegründet im Mai 1912 als Fußball-Klub Germania 1912 Thanheim, ab 26. Mai 1946 Sportgemeinschaft Thanheim, ab 1948 1. FC 1912 Thanheim, ab 9. Oktober 1991 FC 1912 Thanheim e. V. Bisingen-Thanheim.
In Thanheim befinden sich die Sportplätze Killacker und Wasen.

### Kultur
Die Musikkapelle Thanheim ist ein großes Blasorchester mit Tradition. Sie spielt in der Kategorie Höchststufe und erringt jährlich bei Preisspielen hohe Auszeichnungen. Die historischen Wurzeln reichen bis ins Jahr 1791 zurück, in dem die Musikergemeinschaft als Streichorchester gegründet wurde.
Am Nachmittag des 30. April wird von den jungen Männern des Ortes der Maibaum aufgestellt. Am Abend findet auf dem Thanheimer Ebersberg das Maifest statt. Hierbei wird ein großes Maifeuer entzündet.
Eine historische Bewandtnis hat der Unnamen der Thanheimer: „Maurochen“. Dies ist ein anderer Name für den Morchelpilz, der in den Wäldern um Thanheim zu finden ist und von den Thanheimern früher gesammelt wurde. Angelehnt an diese historische Tatsache ist ein Wirtshaus als Morchel benannt und der örtliche Narrenverein trägt den Namen Maurochen.

## Verkehr
Von Thanheim aus führt der Mittelgebirgspass Thanheimer Steige (auch Stich genannt) auf die Albhochfläche nach Onstmettingen.

## Söhne und Töchter der Gemeinde
- Karl Dehner (1862–1914), deutscher Heimatforscher